# مایا، پرتغال
شهر مایا (به پرتغالی: Maia, Portugal) در مایا، پرتغال در کشور پرتغال واقع شده‌است. جمعیت این شهر ۴۰٬۰۰۰ نفر است. در تاریخ ۲۳ اوت ۱۹۸۶ به عنوان شهر شناخته شد.